# بلومینگدیلز

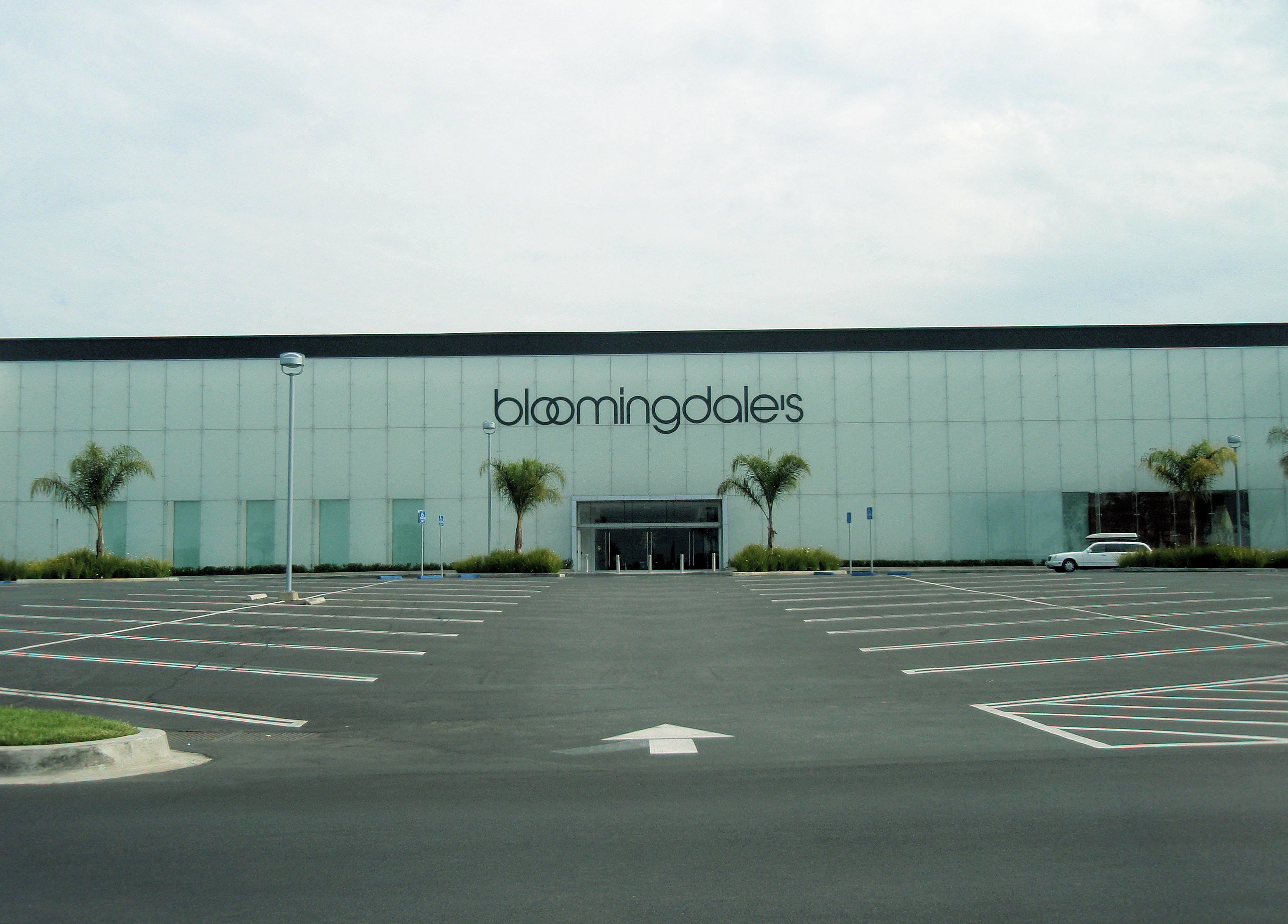
شعبه‌ای از بلومینگدیلز در ساوت‌کاست‌پلازا، کاستا مسا، در شهرستان اورنج، کالیفرنیا

بلومینگدیلز (به انگلیسی: Bloomingdale's) شرکت خرده‌فروشی پوشاک آمریکایی است، که دارای شبکه‌ای از ۵۶ فروشگاه مجلل و مرکز خرید انواع پوشاک، کفش، کالاهای لوکس، لوازم آرایشی و محصولات زیبایی، جواهرات، لوازم خانگی و مبلمان در ایالات متحده می‌باشد.
شرکت بلومینگدیلز در سال ۱۸۶۱ توسط جوزف بی. بلومینگدیل و لیمان جی. بلومینگدیل، در قالب یک فروشگاه لباس زنانه در منطقه منهتن، شهر نیویورک تأسیس گردید. فروشگاه زنجیره‌ای بلومینگدیلز در سال ۱۹۴۸ توسط گروه میسیز خریداری شد و هم‌اکنون از زیرمجموعه‌های شرکت میسیز به‌شمار می‌آید. شعبه مرکزی این شرکت در شهر نیویورک قرار دارد.